# Los Laches (Bogotá)
Los Laches es un barrio de Bogotá, en la zona suroriental de la localidad de Santa Fe.

## Barrios vecinos
Al norte lo separa del barrio La Peña la calle Quinta. Al sur lo separan de El Rocío las calles Tercera y Tercera bis. Al oriente limita los cerros Orientales por la carrera Doce este. Y al occidente lo separan del Guavio la carrera Quinta este.

## Geografía
Terreno inclinado perteneciente a los cerros Orientales de Bogotá, entre las faldas de los cerros de Guadalupe y La Peña, lo que hace que sus calles estén en forma de laberinto lo que los hacen tan especiales

## Sitios importantes
En este barrio se encuentra una de las iglesias más importantes y antiguas de la ciudad, la de Nuestra Señora de la Peña, en cuyo altar se puede apreciar la única Sagrada Familia tallada en piedra del mundo, la cual tiene un peso de 400 kilos. Este imagen, que data de 1685, fue hallada en un pico de un cerro contiguo al Cerro de Guadalupe.

## Historia
Por su cercanía al Centro Histórico de Bogotá, este fue un barrio de invasión fundado por descendientes indígenas que le han dado nombre al barrio. En 1961 fue legalizado por el acuerdo n.° 094 emanado del Concejo de Bogotá. Actualmente el barrio está bajo renovación urbanística.

## En la cultura popular
- La serie Cumbia Ninja de FOX fue grabada en el barrio, el cual se tituló La Colina
- La serie Romina Poderosa de Caracol Televisión fue grabada en el barrio, el cual se tituló La Mirla
- La serie La reina del flow de Caracol Televisión fue grabada en el barrio, el cual se tituló La comuna

## Acceso y vías
El SITP cuenta con dos rutas complementarias: Ruta 14-4, que parte desde la estación Bicentenario del sistema Transmilenio atravesando en su trayecto circular los barrios Belén, El Guavio, Los Laches, San Dionisio, El Consuelo, El Dorado, El Rocío, Santa Rosa, Girardot, Lourdes y finaliza nuevamente en la estación Bicentenario. La Ruta 14-3 re    Desde la avenida calle Diecinueve hay rutas de buses que llevan desde y hacia este barrio. Las vías predominantes son la carrera Séptima B este y la calle Cuarta.